# کلاودیا یاخیرا
کلاودیا یاخیرا (لهستانی: Klaudia Jachira؛ زادهٔ ۳۱ مهٔ ۱۹۸۸) بازیگر، کمدین، یوتیوبر و سیاستمدار اهل لهستان است. وی از سال ۲۰۱۹ یکی از نمایندگان دورهٔ نهم سیم (مجلس لهستان) است.
وی دانش‌آموختهٔ آکادمی ملی هنرهای نمایشی آ.س.ت. در کراکوف است و از سال ۲۰۱۵ در کانال یوتیوب خود در زمین‌های گوناگون مدنی از جمله قانون و عدالت فعالیت می‌کند.
از فیلم‌ها یا مجموعه‌های تلویزیونی که وی در آن‌ها نقش داشته است، می‌توان به عشق اول، دوستان و در خیابان سپولنی اشاره نمود.